# Thraupis episcopus
O sanhaçu-de-encontro-branco, sanhaçu-azul ou sanhaçu-azul-e-cinzento (Thraupis episcopus) é um médio pássaro latino-americano vivente em áreas semi-abertas, pertencente à família dos tiês (Thraupidae). Sua principal característica é a coloração branca nas pequenas-coberturas de suas asas. Ambas formas estão corretas, sanhaço e sanhaçu.

## Caracterização
Não apresenta quase nenhum diformismo sexual entre macho e fêmea. Mede cerca de 16–18 cm de comprimento, e pesa cerca de 30-40 gramas. Os adultos contêm a cabeça, peito, e barriga de coloração azul-cinzenta pálida, o dorso e asas de coloração mais escura. O bico é curto e espesso.
Há cerca de 13-15 subespécies comumente reconhecidas, diferindo de acordo com a tonalidade azulada dos ombros versus o resto da plumagem; eles podem ser acinzentados, esverdeados, roxo-azulados com uma lavanda, azul-escuros ou com os ombros esbranquiçados.
Seu habitat de reprodução são florestas abertas, áreas cultivadas, e jardins. É uma espécie comum, inquieta, e barulhenta, normalmente encontrada em pares, mas às vezes também em pequenos grupos. Ele prospera em torno da habitação humana, se alimentando também de alguns tipos de mamões.
Na época do acasalamento, exibe as dragonas brancas para a fêmea, num comportamento característico do gênero.
A postura da fêmea é de 2-3 ovos, de coloração azul-esbranquiçada, com algumas marcas cinza, fazem seus ninhos em forma de um pequeno cesto aberto, situado entre 1,5 e 4 m de distância do solo, em buracos de árvore, ou entre os galhos. A incubação leva em média 14 dias, tendo 2-3 ninhadas por estação. Os filhotes atingem a maturidade com cerca de um ano de vida.

## Alimentação
Alimentam-se principalmente de frutos, alguns tipos de néctar, aracnídeos, e insetos.

## Distribuição
Sua distribuição ocorre em todos os países da bacia amazônica, países da América Latina – Venezuela, Brasil, Colômbia, Costa Rica, Equador, El Salvador, Guiana Francesa, Guatemala, Honduras, México, Nicarágua, Panamá, Peru, Trinidad e Tobago, da América Central – Belize, da América do Sul – Guiana, Suriname, sendo extinto dos Estados Unidos na América do Norte.
No Brasil ocorre principalmente na região Norte – Amazonas, Acre, Rondônia, Roraima, Amapá, ‎Tocantins e Pará, na região Nordeste– Maranhão e Tocantins, e na região Centro-oeste – Mato Grosso, sudeste-São Paulo.‎
Bem difundido e comum, o Sanhaço de Encontro Branco é avaliado como pouco preocupante na lista vermelha da IUCN de espécies ameaçadas.

## Galeria

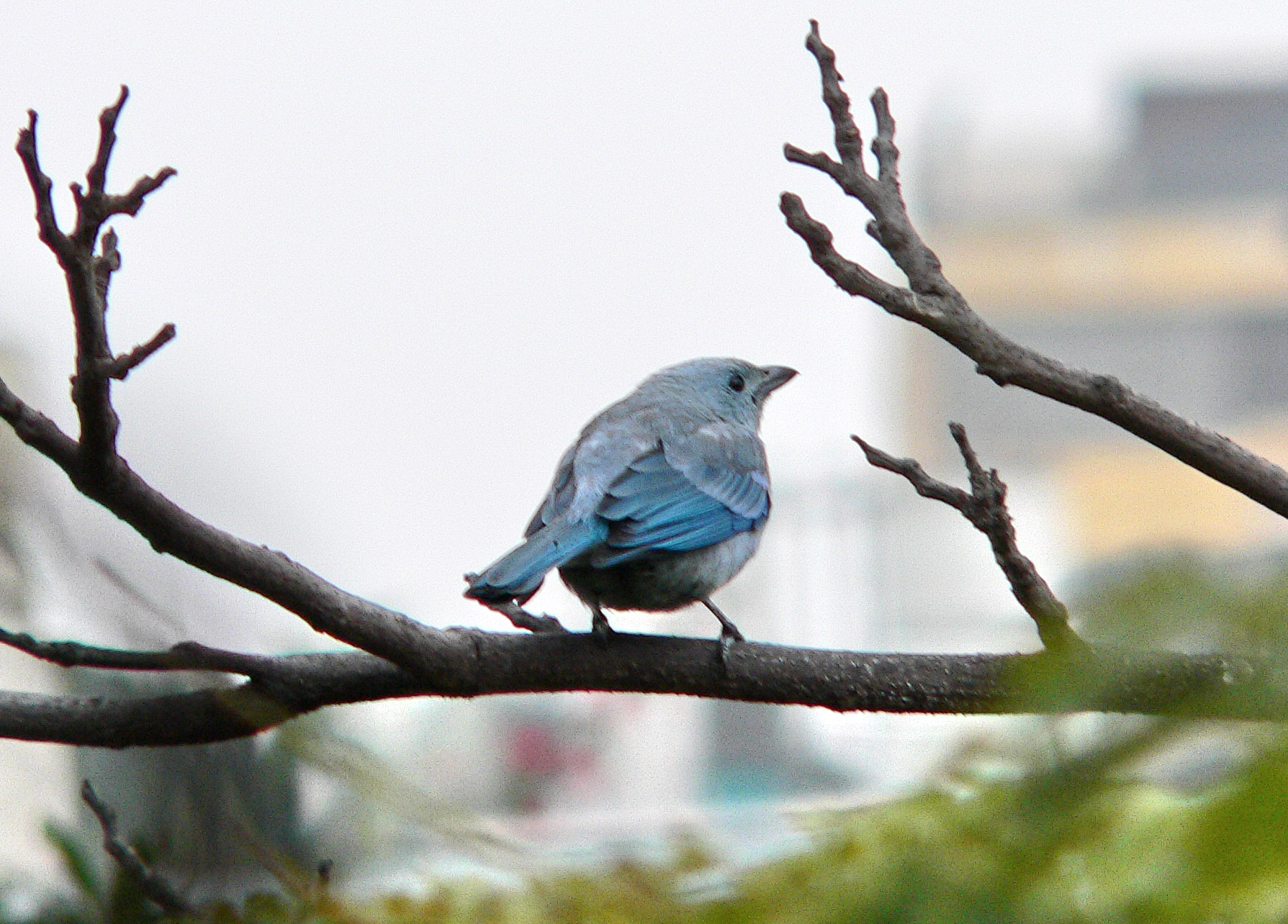
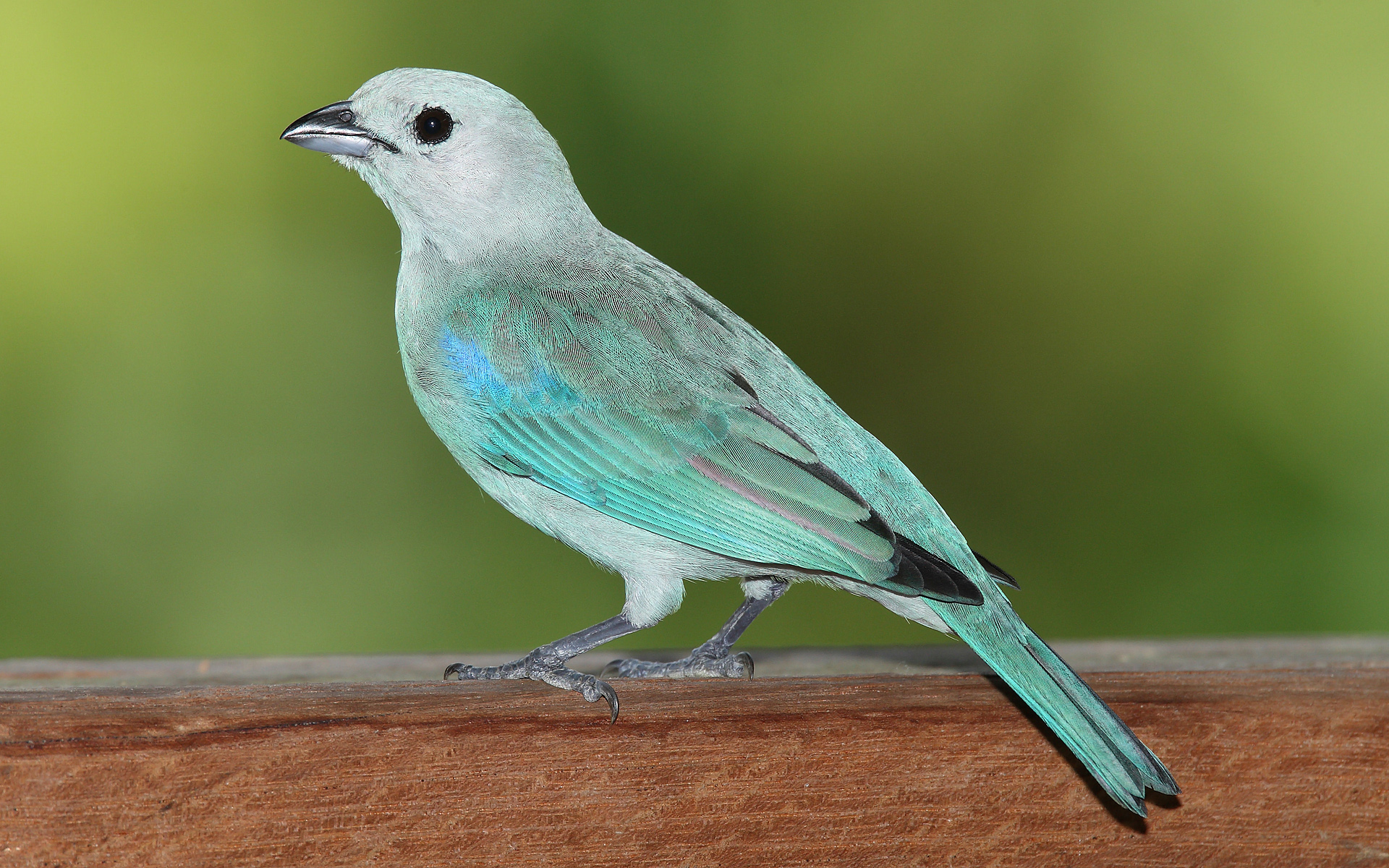
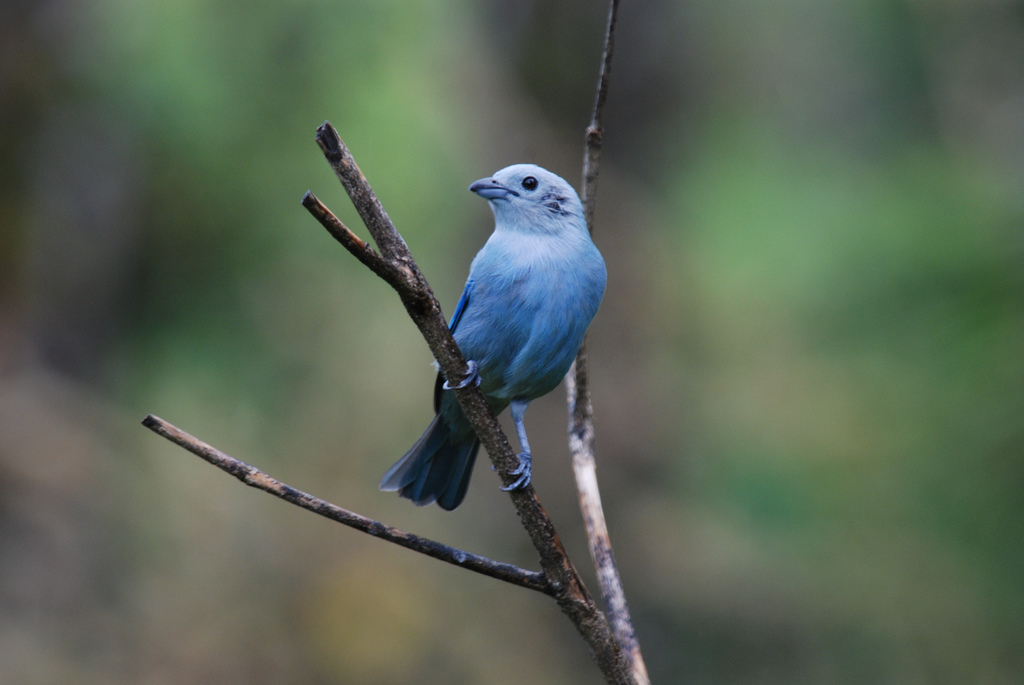